# Ports, Indre-et-Loire

Ports este o comună în departamentul Indre-et-Loire, Franța. În 1 ianuarie 2022 avea o populație de 353 de locuitori.